# Clytie syriaca
Clytie syriaca is een vlinder uit de familie van de spinneruilen (Erebidae). De wetenschappelijke naam van de soort is voor het eerst geldig gepubliceerd in 1837 door Bugnion.
Deze nachtvlinder komt voor in Europa.